# Dawid Andres
Dawid Andres (ur. 7 stycznia 1981 r. w Gorzowie Wielkopolskim) – polski prezenter telewizyjny, podróżnik, i kierowca ciężarowy. Jest najlepiej znany jako prowadzący programu dokumentalno-podróżniczego Ciężarówką przez Stany (2017–2022) w którym podróżuje ciągnikiem siodłowym przez Stany Zjednoczone.

## Biografia
Dawid Andres urodził się 7 stycznia 1981 roku w Gorzowie Wielkopolskim, w Polsce, gdzie dorastał.
W młodości chciał zwiedzić świat. Aby to osiągnąć, porzucił studia i zatrudnił się na międzynarodowych statkach pasażerskich. Później wyemigrował do Stanów Zjednoczonych, gdzie zaczął pracować jako kierowca ciężarówki. Tam też poznał swoją żonę.
W 2015 i 2016 Dawid Andres wraz z bratem przyrodnim Hubertem Kisińskim przekroczyli Amerykę Południową na rowerach górskich i wodnych. Rozpoczęli swoją wyprawę w miejscowości Camaná, w Peru, skąd przejechali na rowerach przez Andy do miejscowości Atalaya. Tam przesiedli się na rowery wodne na jeziorze Ticllacocha, i przepłynęli rzekami do Iquitos, trafiając do Amazonki. Następnie przepłynęli nią Brazylię, kończąc swoją podróż na Oceanie Atlantyckim niedaleko Belém. Ich wyprawa zajęła około sześć miesięcy; są uważani za pierwszych, którym udało się przepłynąć Amazonkę na rowerach wodnych..
Za ich osiągnięcie zostali nagrodzeni nagrodą Kolos w kategorii za najlepszy wyczyn, przyznaną podczas Ogólnopolskich Spotkań Podróżników, Żeglarzy i Alpinistów w Gdyni, największym festiwalu podróżniczym w Europie. Podczas ceremonii, Andres został zauważony przez producentów telewizyjnych, którzy zaproponowali mu prowadzenie własnego programu. W taki sposób powstał serial dokumentalno-podróżniczy Ciężarówką przez Stany, nadawany od 2017 do 2022 na TVN. W serialu jeździ ciągnikiem siodłowym przez Stany Zjednoczone. Prowadził także jego liczne spin-offy: Ciężarówką przez Wietnam (2019), Ciężarówką przez Indonezję (2019), Ciężarówką przez Route 66 (2019), Ciężarówką przez Afrykę (2020), Ciężarówką przez RPA (2023), Ciężarówką przez Australię (2024) oraz Ciężarówką przez Indie (2025) . Był też prowadzącym serialu dokumentalno-podróżniczego Na tropie dzikich zwierząt, nadawanym na TVN od 2021 do 2023.

## Życie prywatne
Andres jest żonaty i ma dzieci. Jego żona jest Amerykanką pochodzenia filipińskiego. To po niej przyjął swoje nazwisko. Mieszka w Arizonie, w Stanach Zjednoczonych.

## Filmografia

### Programy telewizyjne
- 2017–2022: Ciężarówką przez Stany
- 2019: Ciężarówką przez Route 66
- 2019: Ciężarówka przez Wietnam
- 2019: Ciężarówką przez Indonezję
- 2020: Ciężarówką przez Afrykę
- 2021: Dawid Andres z buta
- 2021–2023: Na tropie dzikich zwierząt
- 2023: Ciężarówką przez RPA
- 2024: Ciężarówką przez Australię
- 2025: Ciężarówką przez Indie